# Fatou Jallow
Fatou "Toufah" Jallow (Fatou A. Jallow, nascida em 19 de abril de 1996 em Soma) é uma rainha da beleza da Gâmbia. Ela tornou-se conhecida pelas suas acusações em 2014 contra o presidente da Gâmbia Yahya Jammeh.

## Vida
Jallow pertence ao grupo étnico Fulbe. Os seus pais são Alpha Jallow e Awa Saho. Ela frequentou a Escola Secundária Nusrat até ao 12º ano.
Em 2014, ela ganhou o título de Miss 22 de julho no concurso nacional de beleza organizado pelo ditador da Gâmbia Yahya Jammeh. Nessa época, ela tinha 18 anos.
Em setembro de 2014, ela começou um curso de formação de professores no The Gambia College em Brikama.
De acordo com uma história no Kibaroo News em junho de 2015, ela desapareceu por várias semanas depois de ser convidada para a State House em Banjul. No período após a competição, Jammeh foi acusado de assediá-la sexualmente repetidamente e de oferecer-lhe presentes. De acordo com o relatório, ela foi levada a Jammeh várias vezes contra a sua vontade. Ele havia anunciado publicamente várias vezes que queria casar-se com Jallow, uma proposta que ela recusou.
Como Jallow explicou em 2019, em julho de 2015 ela fugiu pela fronteira para Dacar (Senegal), onde se voltou para organizações de direitos humanos. A 6 de agosto de 2015, ela recebeu asilo no Canadá e desde então vive em Toronto. Lá ela realizou terapia e estudou serviço social. Por volta de 2019, ela trabalhou como representante de atendimento ao cliente para uma empresa de telecomunicações e esteve envolvida num refúgio feminino.

### Alegações de violação
No final de junho de 2019, ela relatou às organizações de direitos humanos Human Rights Watch e TRIAL de que Jammeh a havia violado. O nome de Jallow foi mencionado a seu pedido para encorajar outras mulheres a relatar tais experiências.
Depois de vencer o concurso de beleza em 6 de dezembro de 2014, ela disse que foi convidada a visitar Jammeh várias vezes nos meses seguintes. De acordo com sua declaração, ela recebeu 50.000 Dalasi e, mais tarde, outros 200.000 Dalasi dele.